# ستين ستوره الأكبر
ستين ستوره الأكبر (السويدية: Sten Sture den äldre؛ 1440- 14 ديسمبر 1503)؛ كان رجل دولة سويديًا وأيضا كان وصيًا على السويد في الفترة منذ 1470 حتى 1497، ثم من 1501 حتى 1503، كان قائد للقوات السويدية الانفصالية المنتصرة ضد القوات الملكية الوحدوية خلال معركة برونكبيرغ عام 1471 مما أضعف اتحاد كالمار إلى حد كبير وأصبح الحاكم الفعال للسويد بصفته اللورد الحامي لمعظم حياته المتبقية.

## السيرة الذاتية
ولد ستين في عام 1440 بحيث أنه ابن غوستاف أنوندصن ستور، وبذلك يُعرف أحيانا بـ ستين غوستافصن، في حين والدته بيرجيتا ستينصدوتر بيلكي تعتبر الأخت غير الشقيقة لـ كارل الثامن ملك السويد، والده توفي وهو لا يزال في الرابعة من العمر، تزوجت والدته لاحقاً من غوستاف كارلصن، تعتبر شقيقته بيرجيتا جدة غوستاف الأول فاسا.
تم تحديد القرن الخامس عشر في السويد بشكل كبير من خلال الصراعات السياسية والحروب الأهلية بين الممثلين في اتحاد كالمار، خلال السعي لتوحيد السويد مع الدنمارك والنرويج تحت ولاء ملوك الدنمارك، بدعم دنماركي، في حين الانفصاليين سعوا لإعادة تأسيس السويد كمملكة مستقلة تحت حكم ملك سويدي مستقل، نظرًا لعلاقاته العائلية الوثيقة بالملك السويدي كارل، أصبح الشاب ستين ستوره جزءًا من الحركة السياسية السويدية الانفصالية منذ سن مبكرة، بحيث زاره أثناء منفاه في دانزيغ، في 1462 تم ذكره كفارس وكمستشار خاص عام 1466، قاتل ستوره مع الأسقف والوصي كيتيل كارلسون فاسا خلال الانتفاضة ضد الملك الدنماركي كريستيان الأول عام 1464، وأيضا شاركه في الانتصار الحاسم في هراكر، عُين كـ قائد عسكري خلال عهد خاله الملك كارل الثامن، وتمكن من هزيمة تمرد إريك كارلسون فاسا في عام 1470، وفي وقت لاحق من العام نفسه نجح في هزيمة قوات كريستيان الأول في أورستين.
بعد وفاة خاله الملك في 15 مايو 1470 ورث أراضيه إليه، وترك له مسؤولية البلاد، تم انتخابه في 1 يونيو كـ اللورد الحامي (الوصي على البلاد)، عزز انتصار على الدنماركيين مرة أخرى في 10 أكتوبر 1471 من مكانته، ولمدة ربع قرن من حكم السويد ، مما جعل الوصاية على العرش تقريبًا منصباً في حد ذاتها، كان مدعومًا من قبل الفلاحين والمصالح التجارية لمنطقة التعدين في حول بيرغسلاغن والنبلاء مرتبة الدنيا ضد النبلاء ورجال الدين الوحدويين ذوي الرتب العالية، وأيضا قام بعمل توازن صعب تجاه المطالب الدنماركية حول لم الشمل، خلال اجتماع في كالمار عام 1483 أكد النبلاء أن الملك الدنماركي الجديد هانس هو الملك الحقيقي للسويد بنفس شروط الامتيازات والضمانات الواسعة الممنوحة لكبار النبلاء ورجال الدين ومجلس المملكة الخاص، لكن ستور مع ذلك تمكنت من التمسك بالسلطة السياسية في الوقت الحاضر، ورفض التخلي عن منصبه كوصي، حاربت الملكة الأرملة دوروثيا من براندنبورغ ضده بحيث ناشدت البابا كثيراً في إصدار قرار حرمان كنسياً.
شهد عهد ستور تأسيس أول جامعة سويدية جامعة أوبسالا التي أسسها رئيس الأساقفة ياكوب أولفصن عام 1477 بدعم منه.
في عام 1493 شكل الملك الدنماركي والنرويجي هانس (المعروف أيضًا باسم هانس الأول) تحالفًا مع إيفان الثالث أمير موسكو ضده، منذ عام 1495 حتى عام 1497 نجح في صد غزو روسي لـ فنلندا . ومع ذلك فقد اختلف بعد ذلك مع غالبية النبلاء السويديين ، وأبرزهم قريبه سفانتي نيلسون، وأخيراً أعلن مجلس المملكة خلعه من الوصاية في 8 مارس 1497.
في الحرب التي تلت ذلك كان ستين مدعومًا من قبل قوات من الفلاحين، ولكنهم هُزِموا في معركة روتيبرو أمام قوات هانس الدنماركي الذي غزا السويد في يوليو من نفس العام، في 6 أكتوبر استسلم ستين للملك هانس في ستوكهولم وتصالح معه، وبذلك توج هانس ملكًا على السويد، وأعطي ستين أعلى منصب في السويد تحت ولائه، ومع ذلك خلال التمرد التالي ضد الدنماركيين في عام 1501 تولى منصب الوصاية مرة أخرى، وقاد الكفاح السويدي من أجل الاستقلال حتى وفاته، في مايو 1502 فرض حصار على ستوكهولم وقلعتها حيث تتمركز الملكة كريستينا هُناك مع عدد قليل من رجال، ترك الملك خلفه قرينته بعد زيارته الثالثة في 1501 عائداً إلى الدنمارك واعداً بمزيد من الامدادات، بسبب الجوع الشديد والمرض بعد حصار طويل الأمد استملت الملكة، وفي أوائل عام 1503 كانت قواته تسيطر على السويد باستثناء كالمار وجزيرة أولاند، تمكن ستوره من القبض على الملكة لأغراض دعائية ، لاحقاً رافق الملكة شخصيًا حتى هالمستاد في الدنمارك بعد التفاوض على وقف إطلاق النار من قبل الرابطة الهانزية في أكتوبر 1503، وفي الطريق عودته من الدنمارك إلى البلاد مرض ستور وتوفي في 14 ديسمبر، وخلفه في منصب الوصاية قريبه سفانتي نيلسون.